# イージス・アショア

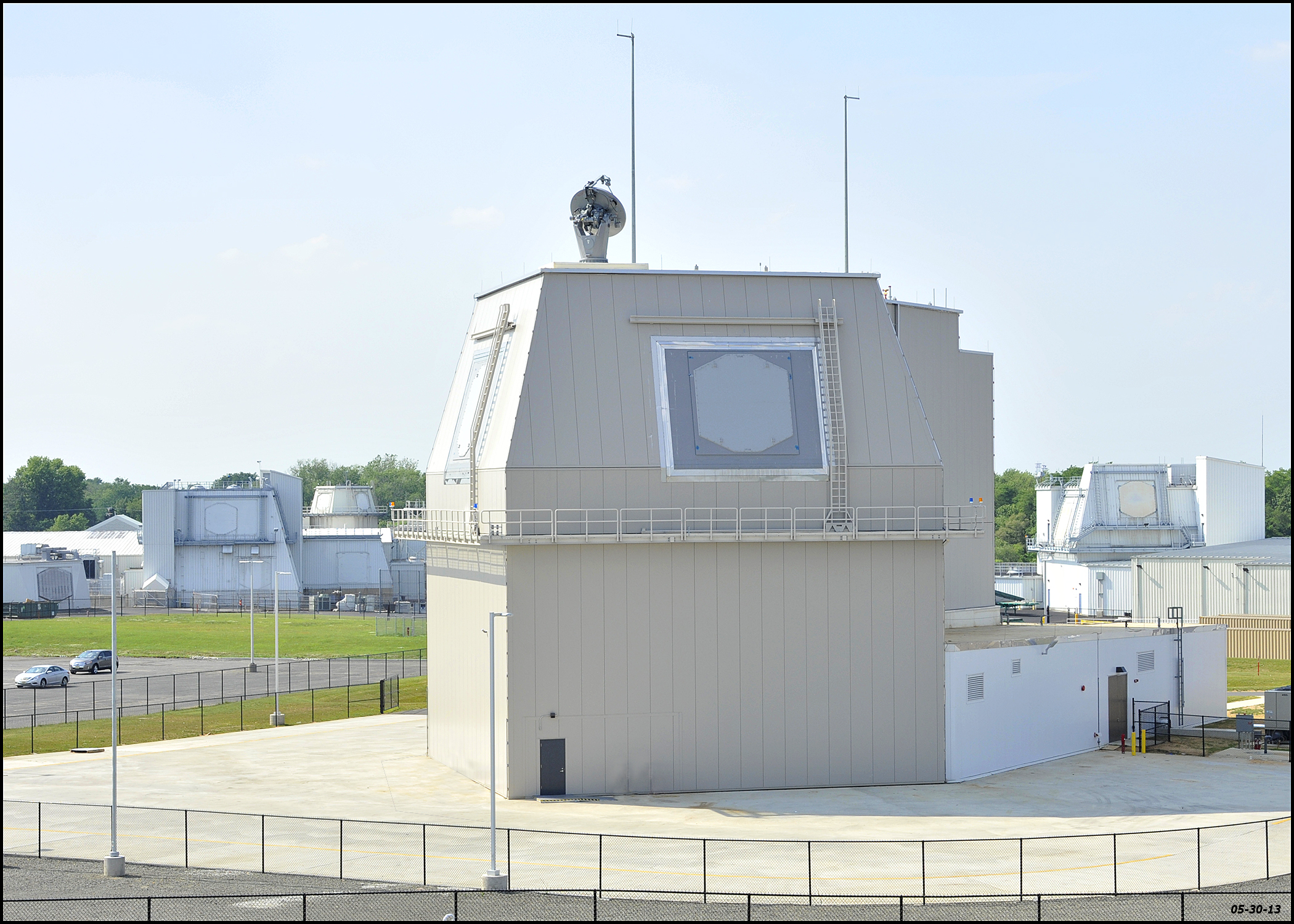
米国のロッキード・マーティンのテスト施設にあるSPY-1レーダーを備えたイージス・アショアの上部構造。施設下部にあるドアとの大きさに注目されたい。

イージス・アショア（英: Aegis Ashore）は、イージス弾道ミサイル防衛システムの陸上コンポーネントである。元となったイージス弾道ミサイル防衛システムは、アメリカ合衆国（米国）が開発した、海上配備の弾道ミサイル防衛システム（イージス艦）で、「Ashore」とは「陸上の」を意味する。すなわち、陸上基地に配備したレーダーと弾道ミサイル迎撃ミサイルからなるシステムである。

## 概要
イージス・システムのうち陸上に設置される「コンポーネント」（システムの一部を荷う、ひとまとまりの部分）である。「Ashore （アショア）」は「陸上の」という意味で、当システムの開発元であるロッキード・マーティン社の公式サイトでは一般人にも分かりやすく解説するために、従来のイージスを「Aegis Afloat」（＝海上のイージス）とカッコづけで（レトロニムで）呼んで、それとの対比を含んだ形でのイージス・アショアの紹介文・解説文を掲載している。
つまり、分かりやすく説明することが許されるなら、当初からある、艦船に搭載されたイージス（のコンポーネント）をざっくりと「海上版」と呼べるなら、イージス・アショアはその「陸上版」ということである。イージス・アショアは弾道ミサイルによる脅威が次第に増大したことに対処するために開発されたものである。
このシステムは、10年間にわたって近代化が行われ続けていた弾道ミサイル迎撃ミサイル「SM-3ブロックIB」および「SM-3ブロックIIA」を備えた、再配置可能なイージス弾道ミサイル防衛システムで構成されている。海洋イージス・システムのためのアドオンに加えて、イージス・アショア・システムは、より広範囲のPhased Adaptive Approach（PAA）と呼ばれるシステムのフェーズIIおよびIIIの一部であり、NATOのヨーロッパ地域における弾道ミサイル防衛システムとしてEuropian Phased Adaptive Approach (EPAA) の基本的な要素を含む。

## 配備・運用

### ヨーロッパ
アメリカ合衆国がヨーロッパに整備しているイージス・アショア基地は、2016年5月12日にルーマニアのデヴェセルで、2024年11月13日にポーランド北部のレディコボで稼働した。管轄はアメリカミサイル防衛局から2023年12月にアメリカ海軍へ移管され、ドイツのラムシュタイン空軍基地から指揮統制を担っており、上記の東欧2カ所以外にスペインのロタ海軍基地にはイージス・システムを搭載したアーレイ・バーク級ミサイル駆逐艦が前方配備されているほか、トルコにはTPY-2監視レーダーが置かれている。 
これらはイラン・イスラム共和国の弾道ミサイルの探知・破壊が目的と説明されているが、ロシア連邦は自国の封じ込めが狙いであるとして非難している。

### 日本
日本国政府は2018年7月30日、イージス・アショア用にAN/SPY-7(V)1を2基購入する計画を承認し、山口県と秋田県への配備を計画していた。2025年から陸上自衛隊が運用を開始する予定であったが、2020年6月15日、河野太郎防衛大臣（当時）がイージス・アショア導入計画の停止を発表した。
2020年12月18日、日本政府は「新たなミサイル防衛システムの整備等及びスタンド・オフ防衛能力の強化について」と題する閣議決定を行い、その中で、イージス・アショアの代替案について、「イージス・システム搭載艦」を2隻建造し、それらを海上自衛隊が運用すると決定した。2021年1月27日、アメリカミサイル防衛局と米海軍イージス艦の技術部門代表（TECHREP）は、米ニュージャージー州ムーアズタウンにおいて、AN/SPY-7を搭載したイージス武器システムベースラインJ7.Bのソフトウェアのリリースに伴う試験に成功した。2018年にイージス・アショアの導入決定と同時に、AN/SPY-7の導入を決定して以来、AN/SPY-7に適合した日本向けイージス武器システムの開発が進められていたが、今回の試験によって、試験的に海上配備されたAN/SPY-7を搭載したイージス武器システムベースラインJ7.Bが、弾道ミサイル防衛（BMD）目標の捜索・追跡・識別を行う能力を有することが確認された。イージス武器システムベースラインJ7.Bは、既に海上自衛隊のまや型護衛艦で運用されているベースラインJ7の改良型で、AN/SPY-7を搭載することができ、米海軍のイージス艦に搭載されるベースライン9及びベースライン10（予定）の機能を有する。次回の試験は2021年10月に、イージス武器システム全体の能力向上試験が実施され、システム完成後はAegis Production Test Center（PTC）にて、イージス武器システムの適合試験・認証取得が実施される予定である。

## 登場作品
『エースコンバット7 スカイズ・アンノウン』
エルジア王国軍の対空防衛システムとして登場。
ミサイル防衛を主とした現実と異なり、SPY-1を配置した構造物周辺に多数のCIWSと地対空ミサイルを配置した対空陣地的なものとなっており、エルジア首都ファーバンティに1基が、南部の港湾都市アンカーヘッドのアンカー港とダキアーク港に1基ずつ設置されている。